# Хамдани, Смаил
Смаил Хамдани (араб. إسماعيل حمداني‎; 11 марта 1930, Бордж-Бу-Арреридж, Французский Алжир — 7 февраля 2017, Гуе Де Константин, вилайет Алжир, Алжир) — алжирский дипломат и государственный деятель, премьер-министр Алжира (1998—1999).

## Биография
Получил высшее юридическое образование в Алжирском университете и Университете Экс-Марсель.
Являлся членом Фронта национального освобождения. В 1962 году был начальником штаба Временного правительства, штаб-квартира располагалась в восточном пригороде города Алжира. После него Временное правительство возглавил Абдеррахман Фарес.
После избрания в 1962 году Ахмеда бен Беллы первым президентом Алжира, он был назначен советником посла Алжира в Брюсселе, Бельгия. 
- 1962—1963 гг. — советник по правовым вопросам министра информации,
- 1963—1964 гг. — советник по иностранным делам,
- 1964—1970 гг. — директор по правовым и консульским вопросам Министерства иностранных дел,
- 1970—1975 гг. — заместитель генерального секретаря при президенте Совета,
- 1977—1979 гг. — генеральный секретарь правительства,
- 1979—1980 гг. — генеральный секретарь правительства в ранге министра,
- 1980—1983 гг. — советник президента Алжира.

В 1983—1984 годах — посол Алжира в Швеции, в 1984—1985 годах — в Испании. В 1985—1989 годах — генеральный секретарь министерства иностранных дел, в 1989—1992 годах — посол во Франции.
В 1997—1998 годах — член Совета нации. В 1998—1999 годах занимал должность премьер-министра Алжира. Был назначен на этот пост как независимый кандидат в условиях массовых волнений среди берберов в июне и июле 1998 года из-за того, что берберские языки не были признаны официальным языком Алжира. Ушел в отставку после смены главы государства и избрания на этот пост Абделя Азиза Бутефлики.